# (4419) Allancook
(4419) Allancook (1932 HD) – planetoida z pasa głównego asteroid okrążająca Słońce w ciągu 5,38 lat w średniej odległości 3,07 j.a. Odkryta 24 kwietnia 1932 roku.